# Тражукова, Инна Вячеславовна
Инна Вячеславовна Тражукова (род. 11 сентября 1990, Цильнинский район, Ульяновская область) — российская спортсменка (вольная борьба), Заслуженный мастер спорта России (2021). Чемпионка мира 2019 года. Обладательница Кубка России, чемпионка и призёр чемпионатов России по вольной борьбе, обладательница Кубка европейских наций, призёр чемпионатов Европы, призёр Кубка мира. Член сборной команды страны с 2011 года.

## Биография
Родилась в чувашской семье. Её отец Вячеслав Тражуков сам занимался борьбой. После ухода из спорта работал водителем. Затем решил стать детским тренером и создал сельскую секцию. Когда дочери исполнилось 10 лет, привёл её в секцию. Поначалу девочек в секции не было и Инне приходилось бороться с мальчишками. В 2006 году по настоянию отца переехала в Москву и поступила в школу олимпийского резерва. Представляет Дагестан и Ульяновскую область.
Участница Европейских игр 2015 года в Баку и Летних Олимпийских игр 2016 года в Рио-де-Жанейро.
На предолимпийском чемпионате планеты в Казахстане в 2019 году в весовой категории до 65 кг, Инна завоевала золотую медаль и стала чемпионкой мира.
В феврале 2020 года на чемпионате континента в итальянской столице, в весовой категории до 62 кг Инна в схватке за чемпионский титул уступила спортсменке из Украины Юлии Ткач и завоевала серебряную медаль европейского первенства.

### Олимпиада 2016
В схватке за бронзовую медаль проиграла представительнице Польше Монике Михайлик. Тражукова обвинила Михаила Мамиашвили в том, что по окончании этой схватки, он, будучи в пьяном виде, встретил её, «грубо разговаривал, хамил и ударил два раза по лицу». Тражукова пообещала подать заявление в прокуратуру и сообщить об инциденте министру спорта РФ.
Имя Тражуковой занесено на Доску почёта «Лучшие люди Ульяновской области».

## Спортивные результаты
- Чемпионат России по женской борьбе 2025 года — ;
- Чемпионат России по женской борьбе 2018 года — ;
- Чемпионат России по женской борьбе 2017 года — ;
- Чемпионат России по женской борьбе 2016 года — ;
- Чемпионат России по женской борьбе 2015 года — ;
- Гран-при Иван Ярыгин 2015 года — ;
- Кубок России 2014 года — ;
- Чемпионат России по женской борьбе 2014 года — ;
- Гран-при Иван Ярыгин 2014 года — ;
- Чемпионат России по женской борьбе 2013 года — ;
- Гран-при Иван Ярыгин 2013 года — ;
- Кубок России 2012 года — ;
- Гран-при Иван Ярыгин 2011 года — ;
- Чемпионат России по женской борьбе 2011 года — .